# М'якоти
М'яко́ти — село в Україні, у Плужненській сільській громаді Шепетівського району Хмельницької області. Населення за переписом 2001 року становило 1247 осіб. Поштовий індекс — 30314. Телефонний код — 3852. Займає площу 4,768 км². Код КОАТУУ — 6822184501.

## Географія
Село розташоване в центрі Плужненської територіальної громади, у західній частині Шепетівського району, на північний схід від витоку річки Гутиська, за 49 км (автошляхом Т 2313) на захід від районного, та за 134 км (автошляхами Н03, Н25 та Т 2313) на північ — північний захід від обласного центрів.
Сусідні населені пункти:

## Історія
М'якоти вперше згадуються в історичних документах за 1534 рік.
У період революції 1905-07 рр. відбувся виступ селян проти місцевого поміщика.
У 1906 році село Плужанської волості Острозького повіту Волинської губернії. Відстань від повітового міста 16 верст, від волості 5. Дворів 329, мешканців 1767.

## Населення
| Роки            | 1906 | 2001  | 2010  | 2011  |
| --------------- | ---- | ----- | ----- | ----- |
| Населення, осіб | 1767 | ▼1247 | ▼1122 | ▲1140 |

## Уродженці
- Римарук Ігор Миколайович (1958–2008), поет, шевченківський лауреат.
- Мамлай Олександр Анатолійович (1988—2014) — солдат, загинув при виконанні бойових обов'язків, під час війни на сході України, поблизу міста Попасна[8]
- Чепелюк Володимир Миколайович (1992—2014) — сержант, загинув при виконанні бойових обов'язків, під час війни на сході України, під Слов'янськом[9].

В селі похований Мамлай Олександр Анатолійович (1988—2014) — солдат Збройних сил України, загинув 2014 року в боях під Попасною.

## Галерея

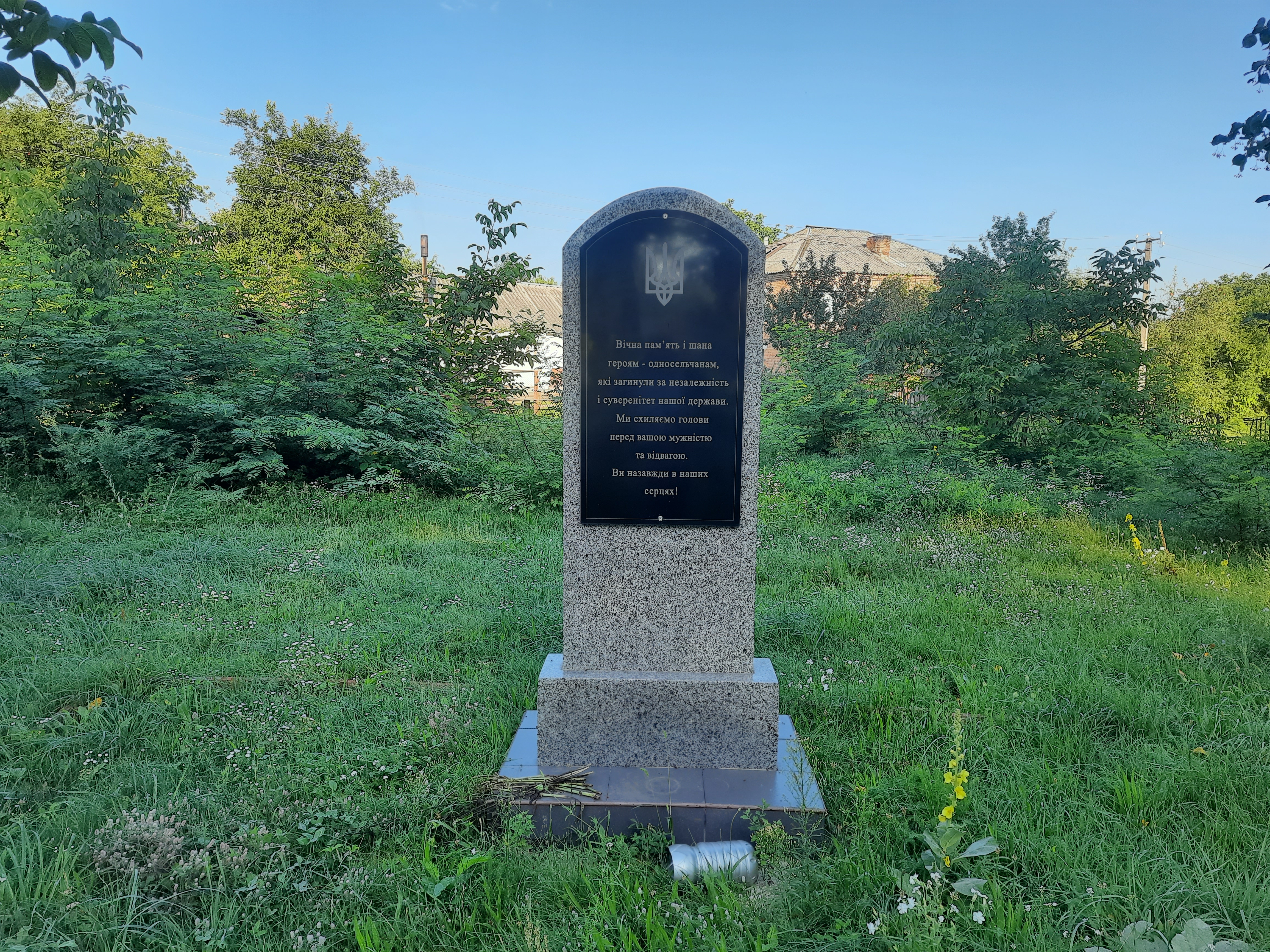
Пам'ятний знак загиблим односельцям
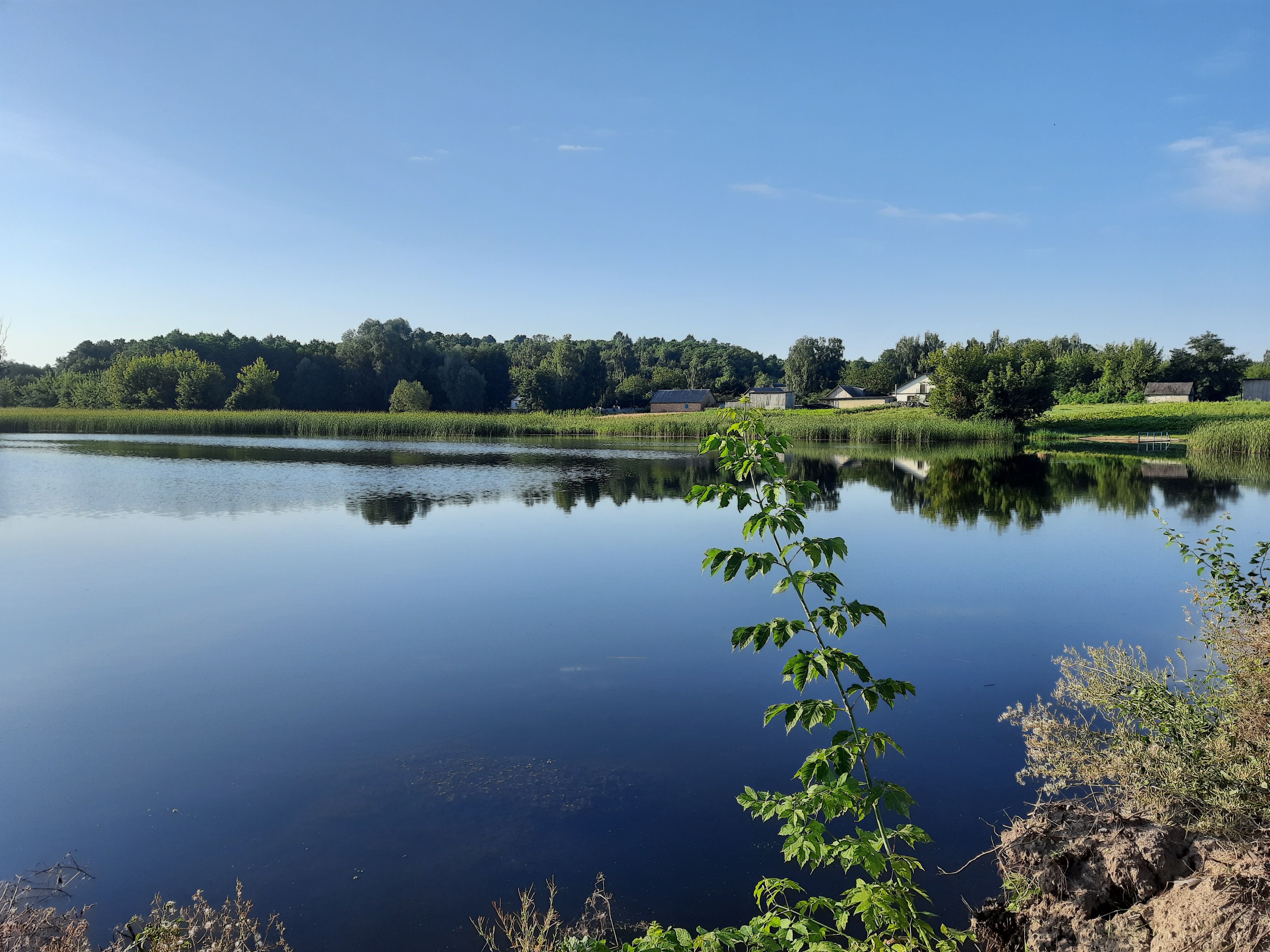
Став біля села

## Панорама

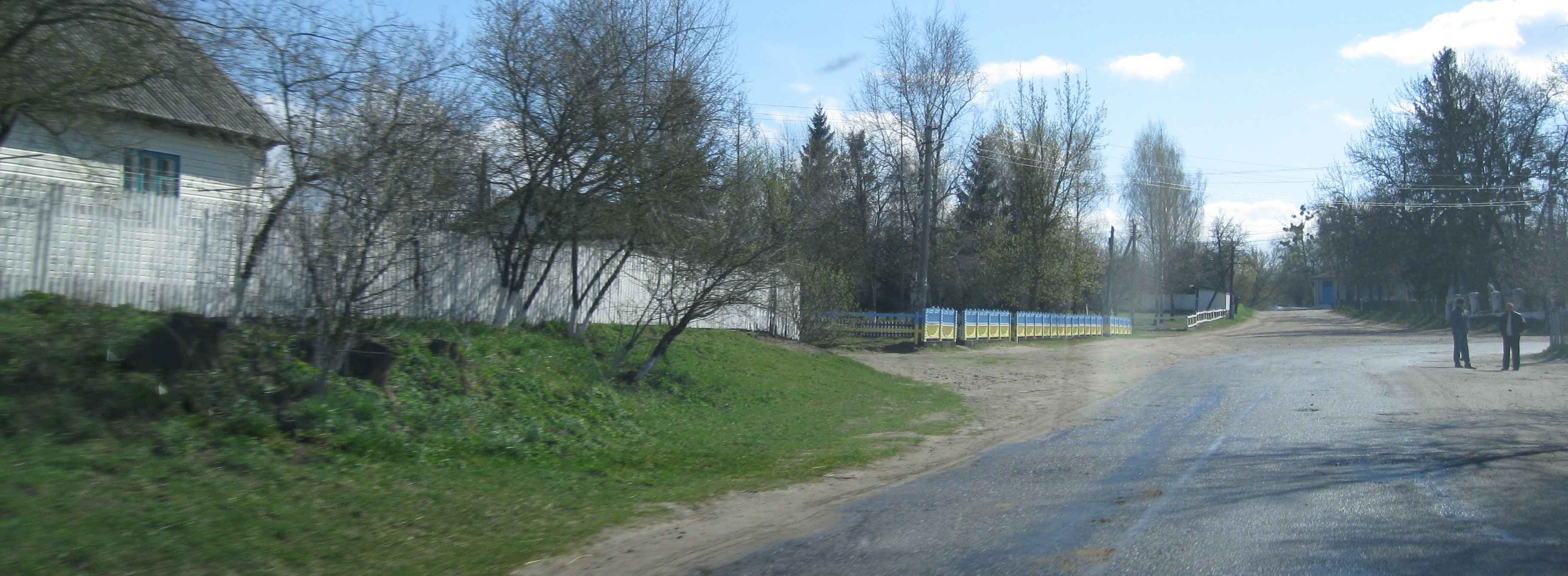
Село Мякоти, автошлях

## Нотатки
1. ↑  До 19 липня 2020 року село входило до складу Ізяславського району, який в результаті адміністративно-територіальної реформи в Україні 2020 року був ліквідований[1].